# وشتاوزن (اوشتالب)
وشتاوزن (به آلمانی: Westhausen) یک شهر در آلمان است که در استالبکرایس واقع شده‌است.